# Estrada Rio–São Paulo
A Estrada Rio–São Paulo foi, até a década de 1950, a principal rodovia que ligava as cidades do Rio de Janeiro (então capital federal) e São Paulo, quando então foi criada BR-2 (atual Rodovia Presidente Dutra) que passou a ser então a principal rota rodoviária entre as 2 maiores cidades do País.
À época de sua inauguração - no dia 5 de maio de 1928 - a Estrada Rio-São Paulo possuía uma extensão de 508 km, dos quais oito pavimentados. Ela foi a responsável, também, pelo povoamento das cidades próximas à rodovia. 
Com a criação da Rodovia Presidente Dutra, em 1951, a Estrada Rio–São Paulo perdeu a sua importância. Desde então, alguns de seus trechos passaram a ser aproveitados como partes de outras rodovias, como a BR-465, a RJ-139 e a SP-66, por exemplo.

## História
A ligação rodoviária entre as cidades do Rio de Janeiro (então capital federal) e São Paulo se deu de maneira profissionalizada a partir da criação da Estrada Rio-São Paulo, inaugurada em 5 de junho de 1928, na época do Governo Washington Luís, com 508 quilômetros de extensão, sendo que, na sua criação, apenas 8 km eram pavimentados.
Ressalta-se que a ligação ferroviária entre as duas cidades existia desde 1895, quando a Central do Brasil (antiga Estrada de Ferro Dom Pedro II) incorporou a Companhia São Paulo e Rio de Janeiro, que ligava a Capital Paulista até o Porto de Cachoeira, atual Cachoeira Paulista, de onde partia o antigo ramal da Estrada de Ferro Dom Pedro II, inaugurado em 20 de julho de 1875.
A população das duas cidades crescia entre os anos de 1930 e 1940. Mesmo com o predomínio do trem, a demanda de passageiros de ônibus estava em franca expansão. Rio de Janeiro era a Capital do País e crescia em população. São Paulo já era a cidade economicamente mais importante. Por conta disso, a Estrada Rio–São Paulo já não estava mais dando conta do volume de veículos, o que a fez se tornar uma rodovia perigosa recebendo um número de automóveis maior do que poderia suportar, já que ela passava por dentro de algumas cidades.
Assim, nos anos de 1940, começou a ser planejada uma nova ligação entre as duas cidades: nascia, então, a BR-2 (atual Rodovia Presidente Dutra) que passou a ser a principal rota rodoviária entre as duas maiores cidades do País. A inauguração oficial da Rodovia Presidente Dutra para tráfego deu-se em 19 de janeiro de 1951, no Governo Eurico Dutra, aposentando a Estrada Rio-São Paulo.

### Trajeto Original
O trajeto original da Estrada Rio-São Paulo tinha como Km 0 a Praça Mauá, no Rio, onde partia em direção à Santa Cruz seguindo pela estrada dos Jesuítas, no traçado da atual BR-465, até Paracambi, subindo daí, à esquerda da Dutra de hoje, em direção a Passa Três, São João Marcos, Pouso Seco, Bananal, Formoso, São José do Barreiro, Queluz, Areias, Lavrinhas e Silveiras. Nesse ponto, seguia para a direita do trajeto atual da Dutra, passando por Valparaíba, Lorena, Guaratinguetá, Aparecida, Roseira Pindamonhangaba, Taubaté, Quirim, Caçapava e São José dos Campos. Voltava para a margem esquerda da rodovia atual, passando por Jacareí, Mogi das Cruzes, Suzano, Arujá, Guarulhos, chegando, por fim, a São Paulo.